# Julius Eskesen
Julius Eskesen (Odense, 16 marzo 1999) è un calciatore danese, centrocampista del Dundee Utd.

## Caratteristiche tecniche
È un esterno destro.

## Carriera

### Club
Cresciuto nel settore giovanile dell'Odense, ha esordito in prima squadra il 15 settembre 2017 disputando l'incontro di Superligaen perso 1-0 contro il Silkeborg.

### Nazionale
Ha giocato nella nazionale danese Under-17.

## Statistiche
Statistiche aggiornate al 10 gennaio 2020.

### Presenze e reti nei club
| Stagione        | Squadra         | Campionato      | Campionato | Campionato | Coppe nazionali | Coppe nazionali | Coppe nazionali | Coppe continentali | Coppe continentali | Coppe continentali | Altre coppe | Altre coppe | Altre coppe | Totale | Totale | Totale |
| Stagione        | Squadra         | Comp            | Pres       | Reti       | Comp            | Pres            | Reti            | Comp               | Pres               | Reti               | Comp        | Pres        | Reti        | Pres   | Reti   |        |
| --------------- | --------------- | --------------- | ---------- | ---------- | --------------- | --------------- | --------------- | ------------------ | ------------------ | ------------------ | ----------- | ----------- | ----------- | ------ | ------ | ------ |
| 2017-2018       | Odense          | SL              | 9          | 0          | CD              | 1               | 0               |                    | -                  | -                  |             | -           | -           | 10     | 0      |        |
| 2018-2019       | Odense          | SL              | 21         | 0          | CD              | 2               | 0               |                    | -                  | -                  |             | -           | -           | 23     | 0      |        |
| 2019-2020       | Odense          | SL              | 5          | 0          | CD              | 0               | 0               |                    | -                  | -                  |             | -           | -           | 5      | 0      |        |
| Totale carriera | Totale carriera | Totale carriera | 35         | 0          |                 | 3               | 0               |                    | -                  | -                  |             | -           | -           | 38     | 9      |        |